# Mimetes capitulatus
Mimetes capitulatus är en tvåhjärtbladig växtart som beskrevs av Robert Brown. Mimetes capitulatus ingår i släktet Mimetes och familjen Proteaceae. Inga underarter finns listade i Catalogue of Life.